# Susanna Elfors
Maija Susanna Henrika Elfors, född Nilsson 5 maj 1972 i Stockholm, är en svensk forskare och hållbarhetsentreprenör inom stadsodling, kvartersutveckling och stadsutvecklng. Hon doktorerade 2006 i samhällsplanering och miljö vid Kungliga Tekniska Högskolan i Stockholm, med en avhandling i ämnet bebyggelseanalys.

## Tågsemester
Elfors har sagt att det viktigaste man kan göra för minska sin miljöpåverkan är att sluta flyga.
Elfors skapade 2014 facebookgruppen Tågsemester. För det fick hon konsumentpriset Blåslampan av Sveriges konsumenter 2018 och Miljöpartiets kongresspris 2019. 
Av Världsnaturfonden i Sverige blev hon 2019 nominerad till Årets Miljöhjälte i kategorin ekologiska fotavtryck men priset vanns av sångaren Magnus Carlson.
2019 Utvecklades Tågsemestergruppen vidare med webbsida, sociala medier, tågmässor och en resebyrå för att mer aktivt inspirera och hjälpa folk att ta tåget på semesterresan. De tilldelades Naturvårdsverkets Miljömålspris som årets inspiratör 2020. De utnämndes också av Aftonbladet till Årets hållbarhetshjälte 2020. 

## Urban odling
Elfors har i sitt arbete med stadsutveckling startat upp flera stadsnära odlingar på uppdrag av fastighetsägare bland annat i Stora Sköndal, i Arboga och i Stockholm. 
Under åren 2015 till 2022 medverkade Elfors som konsult i de urbana odlingprojekt som finansierades av Vinnova och drevs av Stockholm Stads miljötekniknäverk Cleantech Högdalen
2022 startade Elfors verksamheten Odlingslådan som erbjuder fastighetsägare assistans med utemiljöer och lokala odlingar. 
Fastighetsbolaget Byggnadsfirma Olov Lindgren AB uppdrod 2022 Elfors att anlägga trädgårdar i fyra av sina fastigheter. I dessa anlades även odlingslådor för enskilda hyresgäster. https://www.grontsamhallsbyggande.se/2023/09/18/gemenskap-via-odling/
2023 anlitades Elfors av fastighetsbolaget Victoriahem för att bland annat omvandla en övergiven bouleplan till en odlingsgemenskap i stadsdelen Vilsta i Arboga samt
2024 ledde Elfors arbetet med anläggandet av en park inklusive 50 odlingslådor i stadsdelen Sköndal i södra Stockholm på uppdrag av Stora Sköndals Framtidsutveckling
Hon har därtill medverkat i ett otal intervjuer, bloggar och artiklar där hon informerat om stadsodling och trädgårdsskötsel